# Mare Orientale

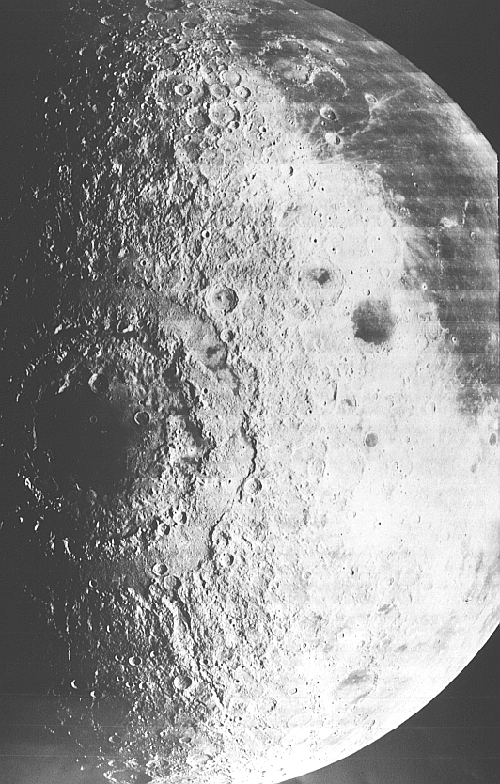
Mare Orientale (zdjęcie z 1967 roku, Lunar Orbiter 4)

Mare Orientale (łac.  Morze Wschodnie) – morze księżycowe zlokalizowane na zachodnim skraju widocznej strony Księżyca. Ze względu na położenie obserwacja Mare Orientale z Ziemi jest dość utrudniona.
Nieznany jest wiek basenu, jaki wypełnia Mare Orientale, ponieważ żadna z misji Apollo nie pobrała z jego powierzchni próbek gruntu. Uważa się, że jest to jeden z najmłodszych basenów uderzeniowych na Księżycu, dużo młodszy od uformowanego około 3,85 mld lat temu Mare Imbrium.
Morze to ma średnicę 327 km i zajmuje centralną część krateru uderzeniowego o średnicy około 900 km. Krater ten i samo Mare Orientale powstały wskutek uderzenia w powierzchnię Księżyca dużej planetoidy. W przeciwieństwie do większości mórz księżycowych, Mare Orientale jest w raczej niewielkim stopniu pokryte skałami bazaltowymi (grubość ich warstwy dochodzi maksymalnie do 1 km) i ukazuje pierwotną strukturę krateru uderzeniowego.
Nazwa "Mare Orientale" po raz pierwszy pojawiła się w książce "Der Mond" niemieckiego astronoma Juliusa Franza w 1906 roku. Dopiero jednak badania Gererda Kuipera w latach 60. pozwoliły na ustalenie, że morze to jest pochodzenia kraterowego. Sam przymiotnik Orientale, czyli Wschodni, odnosi się do położenia morza na wschodnim skraju widocznej strony Księżyca; nazwa nie uległa zmianie mimo przemianowania strony wschodniej na zachodnią przez "konwencję astronautyczną" w roku 1961.